# El Garañón del Millón
El Garañon del Millón es una telenovela ecuatoriana, secuela de la serie Mi Recinto, creada por Fernando Villarroel y producida por la cadena estatal TC Televisión en el año 2008. La telenovela se emitió entre junio y octubre de 2008, teniendo un total de 80 capítulos.
Protagonizada por Fernando Villarroel junto a Mónica Mancero y Sofía Caiche interpretando un doble papel (protagonista y antagonista), con las participaciones antagónicas de José Francisco Campodónico, Luli Ossa,  Ronald Farina y María Elisa Camargo. Cuenta además con las actuaciones estelares de los primeros actores Jaime Bonelli, Sandra Pareja, Aladino, Santiago Naranjo y Prisca Bustamante; y la actuación especial de Víctor Hugo Cabrera.

## Trama
Los moradores de Mi Recinto disfrutan su vida común hasta que reciben una inesperada noticia en la cual son desalojados porque sus tierras ya nos les pertenece. El Compadre Garañón (Fernando Villarroel) y la Comadre Blóndor (Sofía Caiche) prueban suerte en la ciudad de Guayaquil en busca de un abogado para que les ayude a permanecer en el pueblo, sin embargo su audiencia falla. En su trayecto en la ciudad conocen a Néstor Torres (Jaime Bonelli), un hombre multimillonario que es asaltado y le salvan la vida, como agradecimiento le otorga al Compadre Garañón un millón de dólares para salvar sus tierras y permanecer en el recinto junto con su pueblo, además Don Néstor lo nombra como el presidente de su empresa, desatando una guerra de conflictos entre Renata (Mónica Mancero), la hija de Don Néstor, y su novio Sergio (José Francisco Campodónico), un hombre ambicioso y responsable del atentado contra Don Néstor. Pero los compadres no estarán solos, pues además de contar con el apoyo de Don Néstor también son respaldados por Pericles (Aladino), el chofer de Don Néstor, Don Gregorio (Santiago Naranjo) el gerente financiero de la empresa, y Doña Rosita (Prisca Bustamante), la secretaria de Don Néstor, además de Juan Esteban Méndez (Víctor Hugo Cabrera), el asesor financiero de la empresa de origen colombiano, quien se enamora perdidamente de la Comadre Blóndor. Adicional a eso, llegarán varias mujeres a la vida del Compadre Garañón, quien tendrá que decidir con quién quedarse.

## Elenco
- Fernando Villarroel - Compadre Garañón
- Sofía Caiche - Comadre Blóndor / Cecilia Gonzalez "Chechi" #2
- Mónica Mancero - Renata Torres
- José Francisco Campodónico - Sergio Gómez
- Luli Ossa - Cristina "Titi"
- Jaime Bonelli - Néstor Torres
- Ronald Farina - Jorge Vicente
- María Elisa Camargo - Cecilia Gonzalez "Chechi" #1
- Víctor Hugo Cabrera - Ing. Juan Esteban Méndez[6]
- Sandra Pareja - Yuli
- Aladino - Pericles[7]
- Santiago Naranjo - Don Gregorio Serrano
- Prisca Bustamante - Doña Rosita
- Alex Pluas - Compadre Calo
- Stalin Baquerizo - Compadre Locutor
- Julio Larrea - Compadre Geronimo
- Marcelo Paredes - Compadre Filomeno
- Orlando Quiñonez - Compadre Tulio
- Miguel Santana - Don Candelario
- José Corozo - Compadre Aristides "El Perro"
- Angélica Arriciaga - Lengua E' Yoyo
- Bertha Valle - Comadre Bertha
- Jasú Montero
- Maluli Valdiviezo

## Premios y nominaciones

### Premios ITV
| Año  | Categoría              | Nominado  | Resultado |
| ---- | ---------------------- | --------- | --------- |
| 2008 | Mejor actriz dramática | Luly Ossa | Nominada  |

## Versiones

### Paja Toquilla
- Versión original emitido en 1997 como segmento en el programa Ni En Vivo Ni En Directo con el nombre de Paja Toquilla, el programa fue producido por TC Televisión y el personaje principal también es interpretado por Fernando Villarroel.

### Nuestro Recinto
- En 2001 la cadena TC Televisión renovó el segmento Paja Toquilla como serie de televisión con el nombre de Nuestro Recinto protagonizada por Fernando Villarroel, Sofía Caiche y María Mercedes Pacheco, meses después la serie fue renovada con el nombre de Mi Recinto.

### Mi Recinto
- En 2001 TC Televisión estreno la serie de televisión Mi Recinto en la cual fue protagonizada por Fernando Villarroel, Sofía Caiche, Tatiana Macías y María Mercedes Pacheco, con las participaciones antagónicas de Miguel Santana y José Corozo.

### Los Compadritos
- En 2011 la cadena Canal Uno estreno la serie Los Compadritos en la cual participaron los actores que renunciaron a la serie Mi Recinto de TC Televisión.